# Ferdinand Ernst von Waldstein (Gesandter)

Ferdinand Ernst von Waldstein

Ferdinand Ernst Graf von Waldstein (Taufname: Ferdinand Ernst Maximilian Rudolf, * 1624; † vor 20. Februar 1657) war kaiserlicher Bevollmächtigter für Böhmen bei den Westfälischen Friedensverhandlungen in Münster und Osnabrück.

## Leben

### Herkunft und Familie
Ferdinand Ernst von Waldstein wuchs als Sohn des Grafen Maximilian von Waldstein († 1655, kaiserlicher Geheimrat) und seiner Gemahlin Gräfin Katharina von Harrach zusammen mit seinem jüngeren Bruder Karl Ferdinand (1634–1702) abwechselnd in Prag und Wien auf. Der spätere Prager Erzbischof Johann Friedrich von Waldstein war sein Halbbruder und stammte aus der zweiten Ehe seines Vaters mit Marie Polyxena Thalenberg. Eine wichtige Bezugsperson für Ferdinand Ernst war auch sein Onkel, der Prager Erzbischof Ernst Adalbert von Harrach, der oft mit ihm jagen ging, Ball spielte oder musizierte.
Mehrere Heiratspläne seiner Familie für ihn kamen nicht zustande. Unter den Kandidatinnen waren zeitweise die reiche Erbin Filiberta Maria di Madruzzo (1627–1649) oder seine Cousine Maria Elisabeth von Harrach (1637–1710). Schließlich heiratete er am 10. Oktober 1650 Eleonore von Rottal, einzige Tochter des mährischen Landeshauptmanns Johann von Rottal. Aus der Beziehung ging der Sohn Ferdinand Ernst Joseph (1654–1708) hervor.

### Werdegang und Wirken
Von Waldstein lernte nach einer gründlichen Ausbildung die Fremdsprachen Latein, Italienisch, Spanisch und Französisch. Im Jahr 1641 reiste er auf seiner Kavalierstour durch Italien, die ihn nach Rom und Venedig führte. Nach seiner Rückkehr wurde er kaiserlicher Kämmerer. Anfang 1646 begleite er den kaiserlichen Hauptgesandten Maximilian von und zu Trauttmansdorff zu den Friedensverhandlungen in Münster und Osnabrück. Von dort machte er mehrere Reisen durch Norddeutschland und die Niederlande, bis ihn Kaiser Ferdinand III. im September 1646 zu seinem Bevollmächtigten für das Königreich Böhmen bei den Friedensverhandlungen ernannte.
Im Juli 1647 verließ er den Kongress und war in den folgenden Jahren als kaiserlicher Gesandter unterwegs. Parallel übernahm er hohe Landesämter in Böhmen. 1650 wurde er Appellationsgerichtspräsident, im Jahr darauf böhmischer Oberstlandrichter und wieder nur ein Jahr später Oberstlandkämmerer. Anfang März 1652 bereitete er am kursächsischen Hof gemeinsam mit Johann Krane den Reichstag in Regensburg von 1653–1654 vor.
Nach seinem frühen Tod wurde Waldstein am 20. Februar 1657 in dem von ihm erbauten Franziskanerkloster in Turnau bestattet.